# Lorena Berdún
Lorena Berdún Villegas (Madrid, 20 de noviembre de 1973) es una presentadora de televisión, sexóloga y actriz española.

## Biografía
Entre los años 1997 y 1998, trabajó en la edición española de la revista Bravo, realizando las secciones «Amor, sexo y ternura», y el consultorio de «D. Sommer» —figurando en el equipo de trabajo publicado en la revista durante todo este tiempo—.
En septiembre de 1998 entró a trabajar profesionalmente en Los 40 Principales con el programa En tu casa o en la mía, en el que se podían escuchar las llamadas de los oyentes narrando sus experiencias sexuales y solicitando el oportuno asesoramiento. Dejó de emitirse en junio de 2002. Posteriormente, presentó varios programas divulgativos de radio y televisión sobre el sexo. El primero fue La vieja ceremonia, en La Otra, segundo canal de Telemadrid, en 2001. Uno de los más famosos fue Me lo dices o me lo cuentas (2002-2004), emitido por Telemadrid, ETB 2 , Canal Sur y Cosmopolitan TV.
Su último programa de divulgación sobre sexo fue Dos rombos que se emitió por Televisión Española del 16 de septiembre de 2004 al 30 de junio de 2005.
En abril de 2008 regresó a Televisión Española para conducir el programa de entrevistas Balas de plata.
Entre noviembre de 2017 y enero de 2018 presentó en Telemadrid el programa de entrevistas Sexo y etcétera.
En noviembre de 2019 conduce el concurso El bribón en el canal Cuatro junto al presentador titular del concurso Pablo Chiapella.

### Carrera como actriz
Lorena Berdún compaginó su labor como presentadora de Dos rombos, en TVE, con su trabajo como actriz. Entre sus trabajos, hizo un cameo en la serie 7 vidas donde interpretó un personaje episódico en la que tuvo que interpretar a una sexóloga lesbiana, que mantuvo una corta relación con Diana.
En 2005 estrenó, en el Teatro María Guerrero de Madrid, la obra de teatro El invierno bajo la mesa, de Roland Topor, y dirigida por Natalia Menéndez.
El 23 de marzo de 2006 se estrenó en TVE la serie Con dos tacones en la que Lorena interpreta a Cristina, una psicóloga caprichosa y caradura a la que solo le gustan los hombres comprometidos. La serie se canceló ese mismo verano debido a la baja audiencia.
A partir de otoño de 2006 Lorena apareció en el programa italiano Crozza Italia de La7 en el que da breves lecciones de educación sexual en español. El presentador, Maurizio Crozza, la ayuda traduciendo al italiano.
En marzo de 2007 Lorena Berdún participó en el cortometraje El secreto 1936 del debutante Xavier Cristóbal. Su personaje de la asesina Lorna Larson también estuvo presente en unos websodios, un cómic y merchandising relacionados con el universo de este cortometraje.
En abril de 2008 estrenó la obra de teatro Las cuñadas, de Michel Tremblay y dirigida por Natalia Menéndez. En ella compartía protagonismo con otras 14 actrices, entre las que destacan María Pujalte, Lola Casamayor, Julieta Serrano o Arantxa Aranguren.
En febrero de 2012 estrenó en el Teatro Español la obra de teatro Incrementum, de Georges Perec y dirigida por Sergio Peris Mencheta. En ella compartió protagonismo, entre otras, con María Isasi.
En agosto de 2012 se incorporó al rodaje de la serie de las tardes de Antena 3, Bandolera.
Durante los años 2013 y 2014 estrenó en el Teatro Lara la obra Verónica dirigida por Carlos Molinero donde tenía como compañeras a las actrices Silvia de Pe, Ana Villa y Cecilia Solaguren.
También es actriz de doblaje y locutora de publicidad.

## Filmografía

### Programas de televisión
| Año       | Programa                      | Situación    | Canal      |
| --------- | ----------------------------- | ------------ | ---------- |
| 2001      | La vieja ceremonia            | Presentadora | LaOtra     |
| 2002-2004 | ¿Me lo dices o me lo cuentas? | Presentadora | Telemadrid |
| 2004      | ¿Existe sexo en Nueva York?   | Presentadora | Canal +    |
| 2004-2005 | Dos rombos                    | Presentadora | TVE        |
| 2006-2008 | Crozza Italia                 | Colaboradora | La7        |
| 2008      | Balas de plata                | Presentadora | TVE        |
| 2009-2011 | Crozza Alive                  | Colaboradora | La7        |
| 2014      | Hable con ellas en Telecinco  | Colaboradora | Telecinco  |
| 2014-2015 | Todo va bien                  | Colaboradora | Cuatro     |
| 2017-2018 | Sexo y etcétera               | Presentadora | Telemadrid |
| 2019-2020 | El bribón                     | Presentadora | Cuatro     |

### Radio
| Año        | Programa               | Emisora            | Puesto       |
| ---------- | ---------------------- | ------------------ | ------------ |
| 1998-2002  | En tu casa o en la mía | Los 40 Principales | Locutora     |
| 2015 - Act | Las mañanas Kiss       | Kiss FM            | Colaboradora |

### Series de televisión
| Año  | Título          | Personaje | Canal     | Notas        |
| ---- | --------------- | --------- | --------- | ------------ |
| 2003 | 7 vidas         | Maite     | Telecinco | 1 episodio   |
| 2006 | Con dos tacones | Cristina  | TVE       | 11 episodios |
| 2012 | Bandolera       | Amparo    | Antena 3  | 3 episodios  |

### Películas
| Año  | Título                                              | Personaje  |
| ---- | --------------------------------------------------- | ---------- |
| 2008 | Malas noticias                                      | Silvia     |
| 2013 | Cruzados                                            | Esther     |
| 2020 | Padre no hay más que uno 2: La llegada de la suegra | Ginecóloga |

### Cortometrajes
| Año  | Título          | Personaje     |
| ---- | --------------- | ------------- |
| 2003 | Dreamless       | Forense       |
| 2004 | Eso que paso    | Maruja        |
| 2005 | Running Lorena  | Lorena        |
| 2007 | El Secreto 1936 | Lorena Larson |

### Teatro
| Año       | Obra                  |
| --------- | --------------------- |
| 2005-2006 | Invierno bajo la mesa |
| 2008      | Las cuñadas           |
| 2012-2013 | Incrementum           |
| 2013-2014 | Verónica              |

### Escritora
- En tu casa o en la mía. Todo lo que los jóvenes quieren saber para un sexo sin duda. Ed: El País Aguilar (2000) ISBN 84-03-09203-2.
- Cómo hacer el amor (bien). Ed: El País Aguilar (2001) ISBN 84-03-09283-0.
- ¿Qué nos pasa en la cama?. Ed: El País Aguilar (2002) ISBN 84-03-09314-4.
- ¿Cómo le explico eso?: Guía breve para educar en sexualidad a los hijos. Ed: El País Aguilar (2003) ISBN 84-03-09357-8.
- Nuestro sexo. Ed: Mondadori (2004) ISBN 84-253-3864-6.
- Diccionario del sexo. Ed. Espejo de tinta.

### Prensa
- El País Semanal —varios artículos—
- YoDona —varios artículos—
- Marie Claire —varios artículos—
- Elle —varios artículos—
- Woman —varios artículos—
- InStylel —varios artículos—
- Dominical de El Mundo —varios artículos—
- Harper's Bazaar (Blog Hasta una bicicleta, 2010)

## Premios
- Premio Ondas al programa de radio más innovador, original y por su servicio a la sociedad, al programa En tu casa o en la mía (2000).
- Premio Ondas al mejor programa que destaque por su innovación a Me lo dices o me lo cuentas (2003).
- Finalista de los International EMMY Awars 2003. (Me lo dices o me lo cuentas).
- Premio ATV a la mejor comunicadora de programa de entretenimiento de los años 2003 y 2004, respectivamente por Me lo dices o me lo cuentas y Dos rombos. Nominada en la misma categoría en 2002.
- TP de Oro, nominada en 2004, como mejor presentador/a de programas de entretenimiento, por Dos rombos.